# أولاد حمو (الدريوش)
أولاد حمو هي إحدى مشيخات المملكة المغربية، تتبع جغرافيا لإقليم الدريوش وإداريًا لالدريوش. يقدر عدد سكانها بـ 19051 نسمة حسب الإحصاء الرسمي للسكان والسكنى لسنة 2004.